# Lilla Gäddtjärnen, Västmanland
Lilla Gäddtjärnen är en sjö i Skinnskattebergs kommun i Västmanland och ingår i Norrströms huvudavrinningsområde.